# Anolis trachyderma
Anolis trachyderma (грубошкірий аноліс) — вид ігуаноподібних ящірок родини анолісових (Dactyloidae). Мешкає в Амазонії.

## Поширення і екологія
Грубошкірі аноліси мешкають на півдні Колумбії, в Еквадорі, Перу і Бразилії (в штатах Акрі і Амазонас, а також між річками Шінгу і Тапажос в штаті Пара). Вони живуть у вологих тропічних лісах та на узліссях. Живляться комахами, їх личинками і яйцями.